# 羅貝爾二世 (勃艮第)
羅貝爾二世（1248年—1306年3月21日），勃艮第公爵（1272年–1306年），以及名義上的塞薩洛尼卡國王。羅貝爾二世是勃艮第公爵于格四世與德勒的約蘭德的第三子 。
羅貝爾二世於1279年與法國國王路易九世的小女兒艾格妮絲結婚，並有子女如下：
- 勃艮第公爵于格五世 (1282年–1315年)[3]
- 布朗什（英语：Blanche of Burgundy, Countess of Savoy） (1288年–1348年)，與薩沃伊伯爵愛德華（英语：Edward, Count of Savoy）結婚。
- 瑪格麗特 (1290年–1315年)，嫁給法國國王路易十世[4]
- 約娜 (1293年–1348年)，嫁給未來的法國國王腓力六世[3]
- 勃艮第公爵厄德四世 (1295年–1350年)[4]
- 路易（英语：Louis of Burgundy），亞該亞親王（1297年–1316年），娶埃諾的瑪蒂爾達（英语：Matilda of Hainaut）[3]
- 瑪麗 (1298年–1336年) 嫁給巴爾伯爵愛德華一世[1]
- 托內爾伯爵羅伯特 (1302年–1334年)，迎娶托內爾的女繼承人喬安娜

1284年，羅貝爾二世與妹夫哈布斯堡的魯道夫投資於多菲內公國。隨後兩年的戰爭，當法國國王腓力四世支付給羅伯特20,000圖爾里弗爾以換取他放棄對多菲內的要求時，這場戰爭才結束。
羅貝爾二世結束將勃艮第公國的一部分贈送給年幼的兒子或作為嫁妝送給女兒的做法。從那時起，整個公國，儘管已經被早期的嫁妝削弱，但完好無損地傳給長子于格五世。